# René Raynal
René Raynal (ur. 25 września 1914 w Tuluzie, zm. 23 kwietnia 2002 w Strasburgu) – francuski geomorfolog (zajmował się geomorfologią czwartorzędu), profesor Uniwersytetu w Strasburgu. Urządzał badania z dziedziny zjawisk peryglacjalnych na prośbę Unii Geograficznej. Przeprowadzał również badania dotyczące oddziaływania zlodowaceń na ukształtowanie terenów Afryki Północno-Zachodniej, Spitsbergenu i Europy Środkowej.
Pracował w Maroku wyjechał do Francji w 1961 został wykładowcą, a w 1963 profesorem zwyczajnym na Uniwersytecie w Strasburgu. Odznaczony Krzyżem Wojennym, Medalem Uciekinierów, został Oficerem Orderu Narodowej Zasługi, Oficerem Orderu Palm Akademickich